# كنيسة سيدة الوردية (الدوحة)

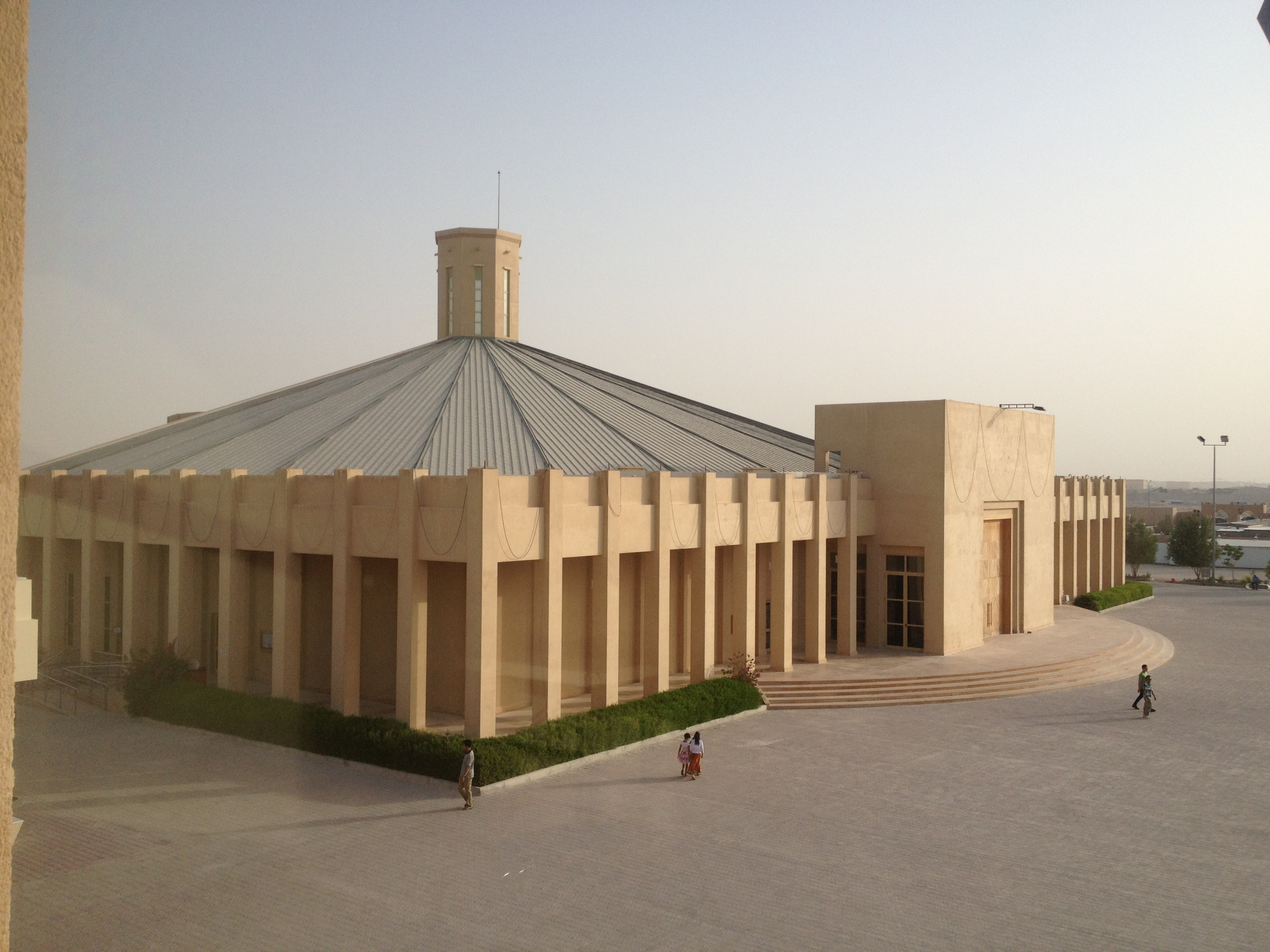
واجهة الكنيسة.

الكنيسة الكاثوليكية سيدة الوردية المعروفة أيضا بالاسم المختصر كنيسة سيدة الوردية هي كنيسة رومانية كاثوليكية تقع في الدوحة، قطر. تقع جنبا إلى جنب مع كنائس الطوائف المسيحية الأخرى في المجمع الديني في أبو هامور. هي أول كنيسة بنيت في البلاد منذ الفتوحات الإسلامية في القرن السابع.
تم بناء الكنيسة بتكلفة حوالي 20 مليون دولار أمريكي على أرض تبرع بها أمير قطر آنذاك حمد بن خليفة آل ثاني. نظرا للقوانين الإسلامية في قطر فإن الكنيسة غير مسموح لها بعرض الرموز المسيحية مثل الصلبان والأجراس أو البرج (القبة) في الخارج.
خصصت الكنيسة في 14 مارس 2008 من قبل الكاردينال إيفان دياس في حفل حضره نائب رئيس الوزراء القطري عبد الله بن حمد العطية ورئيس الأساقفة بول منجد الهاشم وسفير الكرسي الرسولي في الخليج العربي الأسقف بول هيندر ومن النيابة الرسولية الرومانية الكاثوليكية لجنوب شبه الجزيرة العربية رئيس الأساقفة جوسيب أندريا والناطق السابق للكرسي الرسولي في المنطقة والعديد من المسؤولين القطريين.
الكنيسة هي جزء من المكتب الرسولي لشمال الجزيرة العربية وتخدم حوالي 200,000 كاثوليكي في قطر معظمهم من العمال المهاجرين من الفلبين والهند وأمريكا الجنوبية وأفريقيا ولبنان وأوروبا.